# Walid Khalidi
Walid Khalidi (în arabă وليد خالدي, n. 1925, în Ierusalim) este un istoric palestinian absolvent al Universității Oxford, care a scris în mod cuprinzător despre exodul palestinian din 1948. El este co-fondatorul Institutului pentru Studii Palestiniene, înființat la Beirut, în decembrie 1963, ca centru de publicistică și studii concentrat pe problema Palestinei și a conflictului arabo-israelian, și a fost secretarul său general până în 2016, ocupând ulterior poziția de președinte de onoare.
Primul post de profesor al lui Khalidi a fost la Oxford, dar a demisionat în 1956, în semn de protest față de participarea britanică la invazia Suezului. El a fost apoi profesor de studii politice la Universitatea Americană din Beirut, poziție în care a rămas până în 1982, iar ulterior a devenit membru cercetător al Centrului Weatherhead pentru Afaceri Internaționale. De asemenea, el a predat la Universitatea Princeton.
Walid Khalidi este membru al Academiei Americane de Arte și Științe. El a fost o personalitate influentă în lumea academică, în dezvoltare instituțională și diplomație. Rashid Khalidi consideră că, în special, activitatea academică a lui Walid Khalidi a jucat un rol esențial în modelarea atât a reacțiilor palestiniene, cât și a celor arabe în general față de pierderea Palestinei, precum și în schițarea pentru palestinieni a căilor de a se asigura că rămân vizibili ca prezență pe harta Orientului Mijlociu.

## Viața și cariera
Khalidi s-a născut la Ierusalim, într-o familie cu cinci copii. Tatăl său, Ahmad Samih Khalidi, era directorul Colegiului Arab din Ierusalim și provenea dintr-o familie cu rădăcini în Palestina anterioară cruciadelor. Tutorele timpuriu al lui Khalidi a fost însărcinatul britanic cu educația în Palestina, G. B. Farrell. Fratele lui Walid este istoricul islamic Tarif Khalidi. Walid Khalidi a absolvit cu masterat Universitatea din Londra în 1945, apoi a studiat la Universitatea din Oxford, obținând un masterat în literatură în 1951. A predat ulterior la Facultatea de Studii Orientale din Oxford până la demisia sa, după atacul forțelor britanice, franceze și israeliene asupra Egiptului, în 1956. Khalidi s-a mutat la Beirut, unde a predat la Universitatea Americană. În anii 1950 a publicat două eseuri despre Abd al-Ghani al-Nabulsi, un cărturar sufist sirian care a scris despre toleranță și care a practicat-o în raport cu evreii și creștinii pe care i-a întâlnit.
Sub îndrumarea sa, Institutul pentru Studii Palestiniene, înființat în 1963, a produs o serie lungă de monografii în engleză și arabă și câteva traduceri importante în arabă ale unor texte ebraice: Istoria Haganah, jurnalele lui David Ben-Gurion și Moshe Shertok—texte care încă își așteaptă traducerea în engleză. De asemenea, el a publicat câteva lucrări de pionierat despre căderea Haifei și Deir Yassin. Cele mai cunoscute lucrări ale sale sunt Înainte de diaspora lor, un eseu fotografic al societății palestiniene anterioare anului 1948, și Tot ce a rămas, o colecție enciclopedică a istoriei satelor palestiniene editată de el însuși. În 1982, Khalidi a devenit cercetător senior asociat la Institutul de Studii asupra Orientului Mijlociu din Harvard. Pe larg, interesul său intelectual se întinde de la istoria europeană modernă și până la relațiile internaționale, atât în termeni strategici cât și militari.

## Poziția asupra chestiunii palestiniene
Poziția declarată a lui Khalidi asupra chestiunii palestiniene este soluția celor două state. Din Foreign Affairs: „Un stat palestinian în teritoriile ocupate, cu frontierele din 1967, în coexistență pașnică alături de Israel, este singurul candidat conceptual pentru un compromis istoric al acestui conflict vechi de un secol. Fără el, conflictul va rămâne unul deschis”.
Khalidi a fost unul din reprezentanții palestinieni în delegația comună palestiniano–iordaniană la convorbirile de pace privind Orientul Mijlociu lansate la Conferința de la Madrid, anterior Acordurilor de la Oslo. El nu deține nici o funcție în Organizația pentru Eliberarea Palestinei (OEP) sau în vreunul din organismele sale componente.

## Premii
La banchetul celei de-a 15-a aniversări a Fundației pentru Patrimoniul Palestinian, lui Khalidi i-a fost decernat un premiu pentru angajamentul său pentru cauza palestiniană, pentru comunitatea arabo-americană și pentru națiunea arabă în general.

## Recenzii
Moshe Brawer, profesor de geografie la Universitatea din Tel Aviv, a scris că lucrarea enciclopedică Tot ce a rămas a lui Khalidi suferă de o „insuficientă cercetare pe teren”. Brawer critică și folosirea excesivă de către Khalidi a unei versiuni modificate a Statisticilor satelor, despre care Khalidi însuși a recunoscut că furnizează doar date aproximative, nefăcând în același timp uz și de alte surse precum Dosarele satelor sau fotografii aeriene ale RAF, care ar fi putut furniza estimări mult mai apropiate de realitate.
Ann M. Lesch de la Universitatea Villanova a scris: „Ca lucrare științifică, Tot ce a rămas va deveni sursa decisivă pentru cercetările privind dezrădăcinarea palestiniană din 1948”.

## Lucrări publicate
- (1959) Why Did the Palestinians Leave?, Middle East Forum, 24, 21–24, (iulie 1959). Retipărită cu titlul Why Did the Palestinians Leave Revisited, 2005, Journal of Palestine Studies, XXXIV, Nr. 2, 42–54.
- (1959) The Fall of Haifa. Middle East Forum, 35, 22–32, (decembrie 1959).
- (1961) Plan Dalet: The Zionist Master Plan for the Conquest of Palestine. Middle East Forum, 37(9), 22–28, (noiembrie 1961).
- From Haven to Conquest: Readings in Zionism and the Palestine Problem Until 1948. Institute for Palestine Studies. 1987 [original în 1971]. ISBN 978-0-88728-155-6.
- (1974) Palestine and the Arab-Israeli Conflict: An Annotated Bibliography. Institute for Palestine Studies.
- (1978) Thinking the unthinkable: A sovereign Palestinian State. Foreign Affairs, 56(4), 695–713.
- (1981) Regiopolitics: Toward a U.S. Policy on the Palestine Problem. Foreign Affairs.
- (1983) Conflict and Violence in Lebanon: Confrontation in the Middle East. Harvard University Press. ISBN: 0-674-16075-4
- (1984) Before Their Diaspora: A Photographic History of the Palestinians, 1876–1948. Institute for Palestine Studies. ISBN: 0-88728-144-3
- (1985) A Palestinian Perspective on the Arab–Israeli Conflict. Journal of Palestine Studies, 14(4) (vara 1985), pp. 35–48.
- (1987) From Haven to Conquest: Readings in Zionism and the Palestine Problem until 1948.. Institute of Palestine Studies, Washington DC.
- (1988) Toward Peace in the Holy Land. Foreign Affairs
- (1989) At a Critical Juncture: The United States and the Palestinian People. Center for Contemporary Arab Studies, Georgetown University.
- (1991) The Gulf Crisis: Origins and Consequences. Journal of Palestine Studies, 20(2) (iarna 1991), pp. 5–28.
- (1992) All That Remains: The Palestinian Villages Occupied and Depopulated by Israel in 1948. Institute for Palestine Studies. ISBN: 0-88728-224-5
- (1992) Palestine Reborn. I. B. Tauris. ISBN: 1-85043-563-4
- (1993) Benny Morris and Before Their Diaspora. Journal of Palestine Studies, 22(3) (primăvara 1993), pp. 106–119.
- (1993) The Jewish-Ottoman Land Company: Herzl's Blueprint for the Colonization of Palestine. Journal of Palestine Studies, 22(2) (iarna 1993), pp. 30–47.
- (1996) Islam, the West and Jerusalem. Center for Contemporary Arab Studies & Center for Muslim–Christian Understanding, Georgetown University.
- (1996) Revisiting the UNGA Partition Resolution. Journal of Palestine Studies, 27(1) (toamna 1997), pp. 5–21.
- (1998) Khamsuna 'aman a'la taqsim Filastin. Fifty years since the Partition of Palestine (1947–1997), Dar al-Nahar, Beirut. (în arabă).
- (1998) Selected Documents on the 1948 Palestine War. Journal of Palestine Studies. 27(3), 79.
- (1999) Dayr Yasin: al-Jum'a, 9/4/1948. Dayr Yasin: Friday, 9 April 1948. Institute for Palestine Studies. Beirut. (în arabă).
- (2000) The Ownership of the U.S. Embassy Site in Jerusalem. Institute for Palestine Studies. ISBN: 0-88728-277-6
- (2005) On Albert Hourani, the Arab Office, and the Anglo-American Committee of Inquiry 1946, Journal of Palestine Studies vol. 35, nr. 1 (autumn 2005): 60–79

## References
1. ↑  Autoritatea BnF, accesat în 10 octombrie 2015
2. ↑  „IPS Boards”. Institutul pentru Studii Palestiniene. Accesat în 28 aprilie 2019.
3. ↑  Hirsch & Housen-Couriel, 1995, p. 98.
4. ↑  Rashid Khalidi, Walid Khalidi, în Philip Mattar, Encyclopedia of the Palestinians, Facts on File, ed. revizuită, 2005 pp.280-284.
5. 1 2  Rashid Khalidi, Walid Khalidi, în Philip Mattar (ed.),Encyclopedia of the Palestinians, Infobase Publishing, 2005 pp.280-284.
6. 1 2  Camille Mansour și Leila Fawaz (eds,),Transformed Landscapes: Essays on Palestine and the Middle East in Honor of Walid Khalidi,  American University in Cairo Press, 2009 pp.ix-xiii.
7. ↑  A se vedea, spre exemplu traduceri ale lui Walid Khalidi aici
8. ↑  Khalidi, Walid (1978). „Thinking the Unthinkable: A Sovereign Palestinian State”. Foreign Affairs. 56 (4): 695–713. doi:10.2307/20039986. JSTOR 20039986.
9. ↑  Hirsch, Moshe; Housen-Couriel, Deborah; Lapidoth, Ruth (1995). „44”. Whither Jerusalem?: proposals and positions concerning the future of Jerusalem (ed. Mekhon Yerushalayim le-ḥeḳer Yiśraʼel). The Hague u.a.: Nijhoff. p. 98. ISBN 978-90-411-0077-1. Accesat în 4 octombrie 2013. Propunerea Dr. Walid Khalidi: Dată: 1978, 1988. Sursă: W. Khalidi, „Thinking the Unthinkable: A Sovereign Palestinian State", 56 Foreign Affairs 695, 1978. idem, „Toward Peace in the Holy Land", 66 Foreign Affairs 71, 1988. Context: Walid Khalidi a fost profesor de Studii Politice la Universitatea Americană din Beirut până în 1982, iar actualmente este membru cercetător al Centrului Harvard pentru Afaceri Internaționale. În trecut a fost membru al Consiliului Național Palestinian și a îndeplinit diferite misiuni politice pentru Organizația pentru Eliberarea Palestinei. Aspirații naționale:
* Ierusalimul de Est va fi capitala „Palestinei Arabe" și Ierusalimul de Vest a Israelului.
* Cele două state vor conveni la aranjamente pentru „libertatea de rezidență între cele două capitale".
* Ambele părți ale orașului vor fi „parțial sau complet demilitarizate pentru principalele forțe de securitate internă".  
Locurile Sfinte 
* Locurilor sfinte din Ierusalimul de Est li se va acorda un statut extrateritorial, iar libertatea de acces la ele va fi garantată. 
* Va fi înființat un „consiliu interconfesional" compus din reprezentanți superiori ai creștinismului, iudaismului și islamului. Consiliul va fi condus de un reprezentant al ONU sau prin rotația membrilor săi.
* Consiliul „va putea supraveghea interesele speciale, Locurile Sfinte și instituțiile fiecărei religii și acționa ca un organism de arbitraj și conciliere pentru disputele sau revendicările formulate cu privire la ele".
 Administrare municipală
* Două „municipalități separate ale fiecărui stat suveran" ar oferi servicii locuitorilor orașului.
* „Un consiliu municipal inter-statal comun ar opera și superviza anumite servicii comune esențiale".
10. ↑  Khalidi, Walid. „Toward Peace in the Holy Land”, Foreign Affairs, primăvara 1988.
11. ↑  Hansard Records Arhivat în 3 august 2021, la Wayback Machine., 13 aprilie 1983, vol. 40 c407W.
12. ↑  „Palestine Heritage news letter”. Arhivat din original la 3 august 2019. Accesat în 28 aprilie 2019.
13. ↑  Brawer, M. (1 decembrie 1994). All that remains? Israel Affairs, 1, 2, 334-345. acces limitat
14. ↑  Ann Lesch (1993). „All That Remains”. British Journal of Middle Eastern Studies. 20 (1): 111–113. doi:10.1080/13530199308705573.